# 马中骐
马中骐（1940年3月23日—2024年5月28日），浙江余杭（今属临平区）人，生于上海。中国科学院高能物理研究所研究员。

## 生平

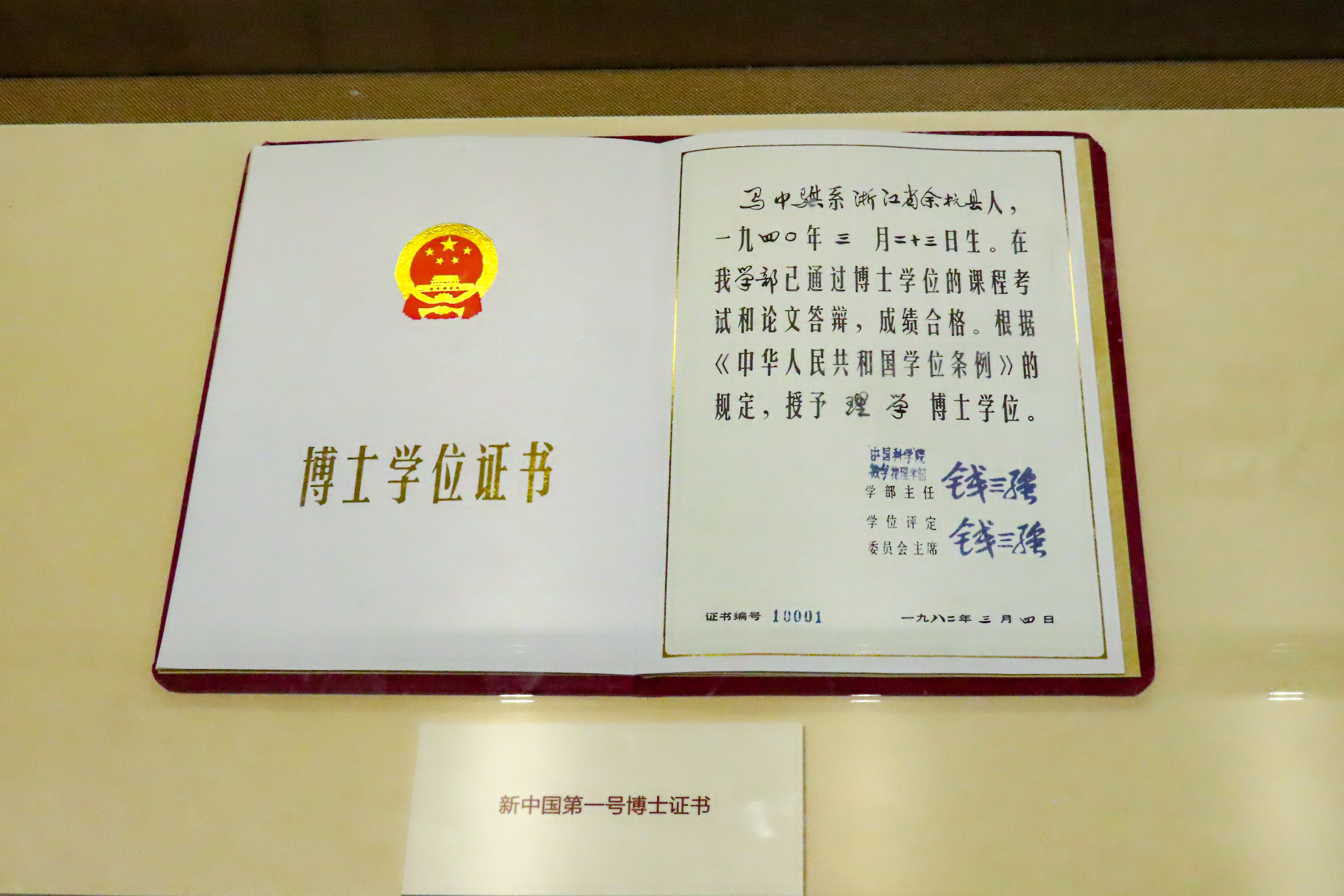
马中骐获得的中华人民共和国第一份博士学位证书

马中骐中学毕业于上海市市东中学。1956年，他考入兰州大学物理系理论物理专业学习，毕业后留校任助教。1964年，考入北京大学物理系，师从胡宁攻读硕士研究生，1967年毕业后，回兰州大学任教。1978年至1981年，在中国科学院高能物理研究所再次师从胡宁攻读博士研究生，论文选题为磁单极。1982年2月6日，中华人民共和国举行首次博士论文答辩，彭桓武担任答辩委员会主席，胡宁、朱洪元、戴元本、谷超豪、侯伯宇、李华锺担任答辩委员。七位答辩委员会委员现场进行无记名投票，一致认为马中骐的论文符合博士论文要求。3月4日，中科院数理学部主任、学部委员钱三强签发了他的博士学位证书，编号为10001。这使得马中骐成为中华人民共和国第一个授予的博士。
马中骐毕业后留所工作，曾任中国科学院高能物理研究所四室研究员，博士生导师，所学术委员会委员和所学位委员会主任，高能物理学会会员。1988年晋升为研究员。1991年被评为“做出突出贡献的中国博士学位获得者”，1992年10月起享受政府特殊津贴，曾四次获得中科院科技进步二等奖或教学成果二等奖，荣获2004-2005年度王淦昌奖。2005年退休。
马中骐先生于2024年5月28日上午9时因病于南京逝世，享年85岁。

## 科研
马中骐主要从事理论物理研究。曾在规范场论，大统一理论，磁单极理论，量子散射理论和Levinson定理，量子群理论及其在物理中的应用，群论方法在量子理论中的应用等方向开展科研工作。发表研究论文190余篇。重要的科研成果有量子N体系统转动自由度的分离、Levinson定理的证明与推广、量子群的研究等。杨振宁曾评价马中骐的研究成果是“能留得下来的工作”。

## 著作
- 马中骐; 戴安英编著. . 北京: 北京理工大学出版社. 1988. ISBN 7-81013-063-3.
- 马中骐. . 北京: 科学出版社. 1993. ISBN 7-03-003385-X.
- 马中骐. . 北京: 科学出版社. 2005. ISBN 7-03-016755-4.